# Cacao Amazonas Perú
Cacao Amazonas Perú es una denominación de origen peruana para un tipo de cacao Theobroma cacao L. Var. “Cacao Nativo” en grano seco fermentado con cáscara que se cultiva en las provincias de Utcubamba y Bagua en la Región de Amazonas.
En el 2014 como parte del proyecto Intervención Integrada para el Incremento de las Oportunidades Productivas y Comerciales de los Actores Débiles de la Cadena Productiva del Cacao en Amazonas, ejecutado por la fundación AVSI  y la Mesa Técnica del Cacao de la Región Amazonas, se fijó el objetivo de obtener la Denominación de Origen del grano seco fermentado del cacao nativo que producen los valles de las provincias de Bagua y Utcubamba. El estudio para obtener la Denominación de Origen del Cacao Amazonas Perú estuvo a cargo de un equipo científico liderado por la Ing. agrícola Ana Luisa Mendoza Vela, que realizó durante dos años estudios químicos, económicos, sociales y antropológicos. Las características se definen por factores ambientales y humanos. 
Es la décima denominación de origen protegida del Perú, otorgada el 12 de abril de 2001. A nivel internacional, el gobierno peruano registró la denominación de origen ante la Organización Mundial de la Propiedad Intelectual, conforme al Sistema de Lisboa, el 30 de julio de 2018.

## Características abióticas
La zona de producción de las provincias de Bagua y Utcubamba se caracterizan por tener una altitud entre los 450 y los 1200 m s.n.m. Sus granos secos fermentados provienen de mazorcas de cacao maduros color amarillo. Los frutos tienen olor a frutos secos, como almendras, avellanas, entre otros. Es el resultado de las horas de sol, humedad y temperatura de la zona. En su producción también influye el manejo particular de las sombras, debido a la coexistencia de las plantas de cacao con otras especies nativas, como el caucho, el pacae y el plátano.
El Cacao Amazonas Perú con Denominación de Origen destaca por su intenso sabor producto de las horas de sol que acumulan durante el año las plantaciones de cacao, sus suelos alcalinos, con un nivel de salinización óptimo para el cultivo y del tipo de textura franco arcilloso, regado con aguas de pH alcalinos, de buena conductividad eléctrica. Se cosechan sólo mazorcas maduras y los granos resultan de mantener una mezcla de granos provenientes de cacaos nativos principalmente amarillos y rojos con porcentaje pequeño de cacao porcelana. Esta combinación propia de la zona de producción permite que durante el procesamiento del grano se logre que fermente y seque un grano con las características particulares de sabor. 
Este cacao crece en un paisaje abiótico donde no hubo terrorismo ni problemas de coca, protegido por los agricultores y productores. Por ello, en sus montañas crece este tipo de cacao que tiene propiedades químicas y físicas superiores a los demás cuando se convierte en chocolate. Otro aspecto importante de este grano de Cacao Amazonas Perú, es que se fermenta y procesa en cajones de madera y se seca al sol,logrando obtener un grano que mantiene un sabor intenso a chocolate y que se realza más cuando es tostado posteriormente para la obtención del chocolate y otros subproductos del cacao.